# Nava Macmel-Atir
Œuvres principales
- Romans :
  - Ot me-Avshalom, 2009
  - Le Bijou d'Adi, 2000

Nava Macmel-Atir (en hébreu : נאוה מקמל-עתיר) (née le 27 août 1964) est un auteur, dramaturge et poète israélienne. Elle est surtout connue pour avoir écrit les livres Le Bijou d'Adi et Ot me-Avshalom, qui est devenu un best-seller et a reçu plusieurs distinctions.

## Biographie
Nava Macmel-Atir est née à Ramat Gan, Israël en 1964. Quand elle a la vingtaine, elle travaille en tant que poète écrivant une chronique pour enfants dans Yediot Aharonot, le journal le plus populaire d'Israël. En 1990, après la publication de son poème Retour Micha, écrit en mémoire de Micha Granit, qui a péri au cours de la guerre du Kippour, elle est interviewée par Yehuda Atlas pour un article qu'il a écrit sur elle pour 7 Jours, un  hebdomadaire, le jour du Yom Hazikaron (journée commémorative nationale en Israël pour les soldats tombés d'Israël et victimes du terrorisme).
En 2000, elle publie son premier livre, Ayelet plongée sous-marine. Un de ses livres les plus salués par la critique est Le Bijou d'Adi, basé sur la véritable histoire d'un survivant de l'Holocauste, plus tard adapté ultérieurement en une pièce de théâtre. Le livre reçoit une mention spéciale à la cérémonie des Prix Ze'ev et remporte la troisième place de la sélection nationale des livres pour enfants en Israël par le ministère israélien de l'Éducation et l'Association israélienne des éditeurs de livres.
Son livre Roi de la Montagne qui est publié en 2004 pour la célébration de l'anniversaire des 100 ans de la mort de Theodor Herzl, est également basé sur une histoire vraie d'un ancien camarade de classe qui a péri dans un accident d'hélicoptère. Ce livre est également adapté ultérieurement en une pièce de théâtre.
En 2005, elle s'est vue à nouveau été décerné le Prix Ze'ev pour son livre Droit de Passage.
Jusqu'à 2005, sur plus d'une décennie, Macmel-Atir travaille comme professeur de littérature au lycée Blich à Ramat Gan. Aujourd'hui, elle organise des ateliers d'écriture pour les jeunes à la bibliothèque «Beit Ariela» à Tel-Aviv.
Son livre La Fille Du Balcon Face est publié en 2006 et est adapté en jeu.
Son premier roman pour adultes, Ot me-Avshalom est publié en 2009 par Yediot et devient un best-seller. Elle reçoit un Livre d'or, pour la vente de 20 000 exemplaires, en seulement trois mois. Six mois après sa publication, Ot me-Avshalom reçoit un livre de Platine, de l'Association des éditeurs de livres d'Israël, pour la vente de 40 000 exemplaires. Nava Macmel-Atir est désignée dans le Top 50 des femmes les plus influentes en 2010 par le magazine Lady Globes. En juin 2015, Ot me-Avshalom reçoit un Livre de Diamant pour la vente de 100 000 exemplaires.

## Livres

### Adulte
- Ot me-Avshalom (hébreu : אות מאבשלום) -  (ISBN 978-965-482-889-5)
- La Fille Du Balcon Face (hébreu : הנערה במרפסת ממול) -  (ISBN 978-965-482-356-2)

### Enfants
- Surprises Frapper à la Porte (hébreu : הפתעות דופקות בדלת) - (OCLC 457112669)
- Cubes de Chocolat (hébreu : קוביות של שוקולד) -  (ISBN 978-965-545-628-8)
- Transparent (hébreu : שקופה) -  (ISBN 978-965-545-358-4)
- Le Bijoux d'Adi (hébreu : העדי של עדי) -  (ISBN 978-965-448-750-4)
- Roi de la Montagne (hébreu : מלך ההר) -  (ISBN 978-965-511-680-9)
- Le Délai Final (hébreu : האיחור האחרון) -  (ISBN 978-965-511-169-9)
- César du Voisinage (hébreu : קיסר השכונה) -  (ISBN 978-965-545-785-8)
- Un Point pour la Pensée (hébreu : נקודה למחשבה) -  (ISBN 978-965-482-951-9)
- Série de mille et mille (hébreu : סדרת קוראים אלף אלף)
- La Vie d'un Petit Pois (hébreu : גילגולו של אפון) - (OCLC 754763638)
- Ayelet Plongée Sous-Marine (hébreu : איילת צוללת) - (OCLC 745221006)
- Les Amis de la Gauche du Tiroir (hébreu : החברים מהמגרה השמאלית) - (OCLC 233196101)
- Tout a Commencé Avec un Bouton (hébreu : הכל התחיל מכפתור) -  (ISBN 978-965-448-675-0)
- La Maison sur le bord de la Ville (hébreu : הבית שקצה העיר) - (OCLC 152688801)
- Créature dans le milieu de la Nuit (hébreu : יצור באמצע הלילה) - (OCLC 745324144)
- Aucun Princes lors de la Fête (hébreu : אין נסיכים בשעת הסעודה) - (OCLC 61660678)
- Frères non autorisés (hébreu : אסור להביא אחים) - (OCLC 233360672)
- Le Garçon qui se tenait à la Fenêtre (hébreu : הילד שעמד בחלון) - (OCLC 39680329)
- Droit de Passage (hébreu : מבחן קבלה) -  (ISBN 978-965-511-684-7)